# Conus marmoreus
Conus marmoreus is een in zee levende slakkensoort uit de familie Conidae.

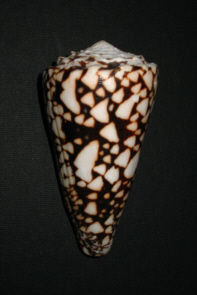
Conus marmoreus

## Voorkomen en verspreiding
Conus marmoreus is een carnivoor die leeft in ondiep warm water op rotsbodems en koraalriffen (sublitoraal) rondom de Filipijnen. De schelp kan tot 100 mm lang worden.